# Robert Pagán Centeno
Roberto Pagán Centeno, conocido como «Robert» Pagán (Lares, 11 de enero de 1943), es un político puertorriqueño. Fue alcalde de Lares de Puerto Rico e integra el Partido Nuevo Progresista (PNP).

## Biografía
Nació en Lares (Puerto Rico) el 11 de enero de 1943. Son sus padres el Sr. Félix Pagán González y María de los Ángeles Centeno. Es el Segundo de cuatro hermanos. Estudió en la Escuela Herny Clay en nivel elemental, en la Rafael Martínez Nadal la escuela intermedia y en la Domingo Aponte Collazo la escuela superior. Comenzó sus estudios universitarios en Contabilidad en la Universidad Católica, Recinto de Arecibo, y continuó sus estudios en la Universidad Interamericana, Recinto de Hato Rey. 
En la política fue el primer Presidente de la Juventud en el Pueblo de Lares. Además, fue vicepresidente del Partido Nuevo Progresista y ocupó diferentes puestos de relevancia. El 6 de abril de 2003 recibió un llamado del Señor para dirigir y encaminar los destinos del Pueblo. Luego de esto, hubo una primaria donde fue elegido por el pueblo, comenzando una ardua tarea para organizar el Partido. El 2 de noviembre de 2004 obtuvo el triunfo y fue elegido como Alcalde de Lares, puesto que ocupa con honestidad y respeto desde 10 de enero de 2005 donde tomó Posesión del cargo.
El 4 de noviembre de 2008 fue reelecto por su pueblo, ganando por más de 2,000 votos, una cifra récord, ya que ningún alcalde electo en Lares había ganado por este margen de votos y el 6 de noviembre de 2012, fue reelecto para su tercer término, lo cual se convierte en el primer Alcalde electo en ocupar dicha posición por 12 años.

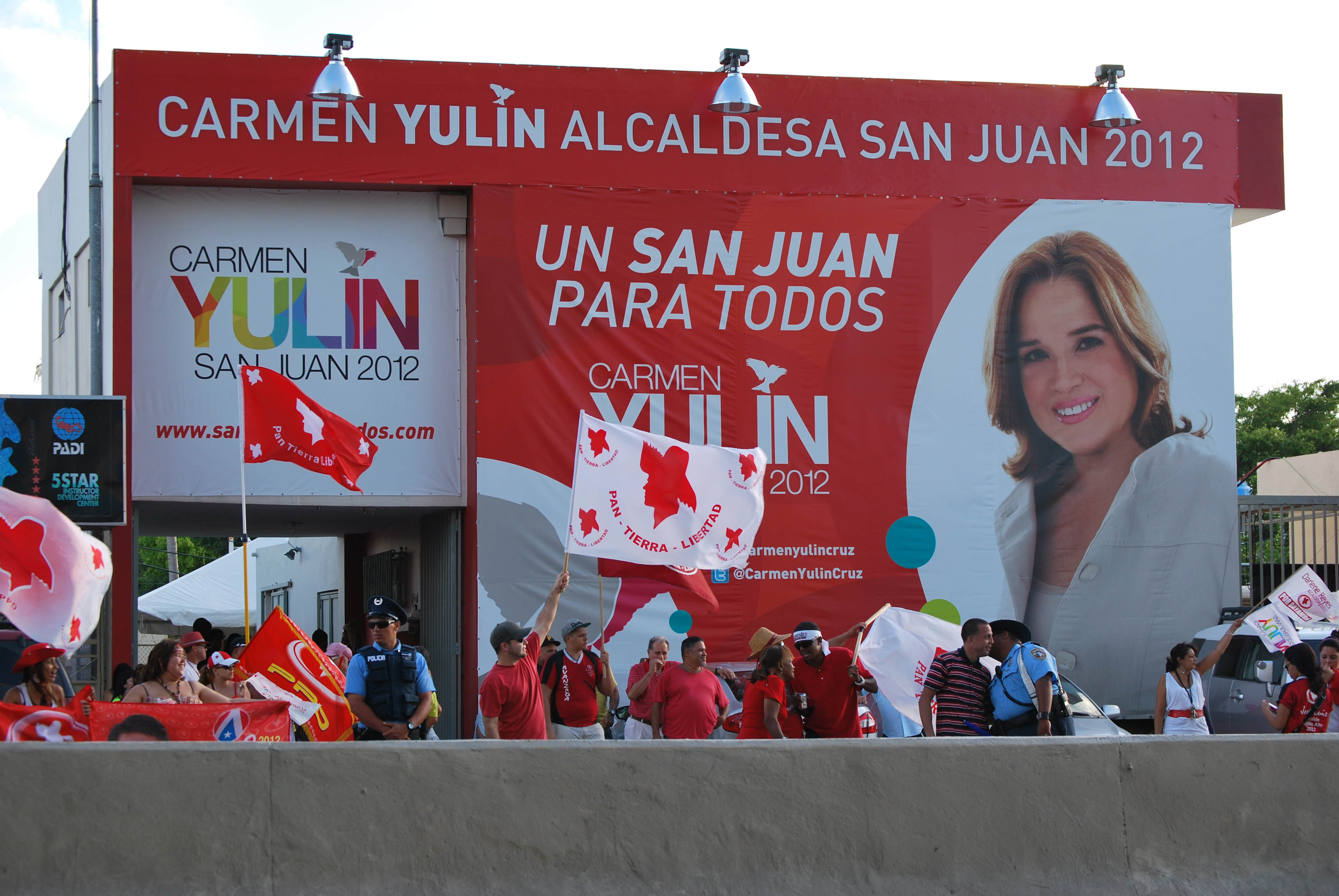
Comité de campaña durante las elecciones.

Después de las elecciones generales efectuadas el 6 de noviembre de 2012, Roberto Pagan fue reelecto como Alcalde de la Ciudad de Cielos Abiertos de Lares, Puerto Rico. Se convierte en el primer alcalde en revalidar por 12 anos. Su lema: "Lares, Ciudad de Cielos Abiertos", captó la atención de todo Puerto Rico debido a que le cognomento oficial de este pueblo es de  "Lares, Ciudad del Grito" y no de "Lares, Ciudad de Cielos Abiertos”
El 3 de enero de 2020, renunció como alcalde de Lares después de 15 años en la silla.

## Controversias
Durante una auditoría realizada por la Oficina del Contralor de Puerto Rico se reveló que, el 21 de diciembre de 2009, la Legislatura Municipal, mediante la Ordenanza 26, aprobó un aumento de sueldo al alcalde de $1,500 mensuales, lo que elevó su sueldo de $4,500 a $6,000, efectivo el 1 de enero de 2010. Esto, sin considerar la situación fiscal del Municipio, el aumento de servicios a la comunidad, y los sueldos devengados por los miembros de la Asamblea Legislativa y los secretarios del Gabinete Constitucional.  A la fecha en que se aprobó dicho aumento, el último estado financiero auditado del Municipio correspondiente al año fiscal 2007-08 reflejó un déficit acumulado por $5,246,554 en los fondos operacionales. Este déficit representó un 44% del total del presupuesto funcional del Municipio para ese año fiscal. Además, para el año fiscal 2008-09 se reflejó un déficit de $5,609,365 en los estados financieros auditados de ese año.